# General Computer Corporation
La General Computer Corporation è stata una delle prime aziende di videogiochi e fu fondata da Doug Macrae e Kevin Curran.
L'azienda debuttò con il gioco Super Missile Attack, che fu venduto come scheda di espansione per Missile Command. L'Atari fece loro causa per questo, ma fu poi ritirata dopo che Macrae e Curran si accordarono per sviluppare giochi per Atari, smettendo di produrre schede di espansione senza permesso. Il loro progetto successivo fu Ms. Pac-Man, che svilupparono come miglioramento  per Pac-Man. Portarono poi il gioco alla Midway Games e lo vendettero come seguito di Pac-Man.
Autori di altri giochi arcade per l'Atari, come Food Fight e Quantum, Macrae e Curran hanno prodotto anche diverse cartucce per console Atari.  Tra queste, la versione per Atari 2600 di Ms. Pac-Man e Centipede e oltre metà delle cartucce per Atari 5200. Hanno inoltre collaborato al progetto dell'Atari 7800 e realizzato le prime cartucce  per quell'unità.